# Канфора, Лучано
Луча́но Ка́нфора (итал. Luciano Canfora; род. 5 июня 1942, Бари) — итальянский историк и филолог-классик. Эмерит-профессор Барийского университета.

## Биография
Лучано Канфора родился 5 июня 1942 года в Бари. С 1968 года он — преподаватель (до 1971 года — папирологии) Барийского университета, в 1975—2012 годах — профессор классической филологии, ныне эмерит.
В 2005 году — приглашённый профессор в EHESS, в 2006 году — в Коллеж де Франс.
Кавалер Большого креста ордена святой Агаты (2005). Почётный гражданин города Гнезно (Польша).
Лучано Канфора является автором труда «Democracy in Europe: A History of an Ideology» (Oxford: Blackwell, 2006). На русском языке: «Демократия. История одной идеологии» / Пер. с ит.: Миролюбова Анастасия. СПб: Александрия, 2012.
Книгу «Демократия в Европе» Канфора писал на заказ для мультинациональной серии «Создание Европы» под редакцией Ж. Ле Гоффа, однако немецкое издательство отказалось её выпускать.

## Цитаты
Немцев Л. Канфора называет «одним из самых культурных народов Европы, а может быть, и всей планеты» («Демократия в Европе»).